# Nasia
Der Nasia ist ein Fluss in Ghana in der Northern Region.

## Verlauf
Der Nasia speist sich aus vier sternförmig angeordneten jeweils ca. 30–40 km langen kleineren Flüssen. Nach deren Vereinigung fließt der Nasia in westlicher Richtung auf den Weißen Volta zu. Mit diesem und den anderen Nebenflüssen des Weißen Volta mündet er in der Nähe der Stadt Yapei in den nordwestlichen Ausläufer des Volta-Sees.

## Hydrometrie
Durchschnittliche monatliche Durchströmung des Nasia gemessen an der hydrologischen Station bei Nasia, kurz vor der Mündung, in m³/s.